# Kyle Weems
Kyle Jordan Weems (Topeka, 23 agosto 1989) è un cestista statunitense.

## Carriera
Nelle quattro stagioni passate ai Missouri State Bears basketball raggiunge risultati personali di rilievo, tanto da essere nominato Giocatore dell'Anno della MVC e ricevere l'onorificenza di All-America nel 2011. Escluso dal Draft NBA 2012, approdò in Europa dove in quattro anni vestì le maglie di Bonn (dove fu miglior realizzatore), Bayreuth, Nanterre e Strasburgo. Con le francesi vinse due Match des champions, trofeo di cui fu MVP nel 2014, e un'EuroChallenge.
Nel 2016 si spostò in Turchia, giocando due anni nel Beşiktaş e uno con il Tofaş Bursa. Nel 2019 viene ingaggiato dalla Virtus Bologna, dove supera presto le aspettative diventando un giocatore fondamentale per la squadra. Nella prima stagione con i bianconeri la sua migliore prestazione è quella di 32 punti contro la Fortitudo. Nonostante la Virtus fosse prima in classifica, la Serie A 2019-2020 viene interrotta e il titolo non assegnato. Weems si rende però protagonista ai playoff scudetto 2020-2021, in particolare in gara 3 della finale contro l'Olimpia Milano, contribuendo alla vittoria del tricolore. Nello stesso anno arriva anche il successo in Supercoppa.
Nell'anno 2021-22 è quasi sempre schierato in quintetto da coach Scariolo, ma anche a causa del notevole potenziamento del roster, cala il suo minutaggio complessivo. Ciò nonostante, le sue prestazioni sono sempre caratterizzate da grande solidità e spesso risulta determinante nei momenti chiave delle partite giocate. Il 12 maggio 2022 alla Segafredo Arena si aggiudica con i compagni della Virtus Segafredo Bologna l'Eurocup 2021-22, serata in cui pur non essendo nominato MVP, mette a segno l'ennesima performance caratterizzata da solidità e freddezza.

## Statistiche
| † | Denota le stagioni in cui ha vinto il titolo |

### NCAA
| Anno       | Squadra            | PG  | PT  | MP   | TC%  | 3P%  | TL%  | RP  | AP  | PRP | SP  | PP   |
| ---------- | ------------------ | --- | --- | ---- | ---- | ---- | ---- | --- | --- | --- | --- | ---- |
| 2007-2008  | Missouri St. Bears | 1   | 0   | 0,0  | -    | -    | -    | 1,0 | 0,0 | 0,0 | 0,0 | 0,0  |
| 2008-2009  | Missouri St. Bears | 31  | 19  | 27,5 | 38,0 | 28,1 | 81,8 | 4,9 | 1,3 | 1,0 | 0,8 | 10,2 |
| 2009-2010† | Missouri St. Bears | 36  | 36  | 28,8 | 47,5 | 40,7 | 77,6 | 6,2 | 1,8 | 1,4 | 1,0 | 13,6 |
| 2010-2011  | Missouri St. Bears | 35  | 35  | 31,1 | 47,7 | 39,5 | 79,1 | 6,9 | 1,4 | 1,4 | 0,9 | 16,0 |
| 2011-2012  | Missouri St. Bears | 32  | 32  | 31,4 | 41,4 | 40,4 | 78,1 | 7,2 | 1,4 | 0,6 | 0,6 | 15,6 |
| Carriera   | Carriera           | 135 | 112 | 29,5 | 43,9 | 37,4 | 78,9 | 6,3 | 1,5 | 1,1 | 0,8 | 13,8 |

#### Massimi in carriera
- Massimo di punti: 31 vs Creighton (28 dicembre 2011)[4]
- Massimo di rimbalzi: 12 (5 volte)
- Massimo di assist: 5 (3 volte)
- Massimo di palle rubate: 4 (3 volte)
- Massimo di stoppate: 4 (3 volte)
- Massimo di minuti giocati: 40 vs Indiana State (27 febbraio 2010)

### Eurolega
| Anno      | Squadra        | PG | PT | MP   | TC%  | 3P%  | TL%  | RP  | AP  | PRP | SP  | PP  |
| --------- | -------------- | -- | -- | ---- | ---- | ---- | ---- | --- | --- | --- | --- | --- |
| 2015-2016 | Strasburgo     | 10 | 10 | 25,8 | 35,6 | 29,5 | 50,0 | 3,4 | 1,9 | 1,2 | 0,6 | 7,9 |
| 2022-2023 | Virtus Bologna | 29 | 7  | 18,2 | 46,3 | 40,3 | 75,0 | 2,8 | 0,9 | 0,7 | 0,1 | 6,2 |
| Carriera  | Carriera       | 39 | 17 | 20,1 | 42,4 | 36,4 | 66,7 | 2,9 | 1,2 | 0,8 | 0,2 | 6,7 |

### Eurocup
| Anno       | Squadra        | PG | PT | MP   | TC%  | 3P%  | TL%  | RP  | AP  | PRP | SP  | PP   |
| ---------- | -------------- | -- | -- | ---- | ---- | ---- | ---- | --- | --- | --- | --- | ---- |
| 2015-2016  | Strasburgo     | 14 | 14 | 29,1 | 43,2 | 31,5 | 75,0 | 4,0 | 1,6 | 1,0 | 0,5 | 11,4 |
| 2018-2019  | Tofaş Bursa    | 10 | 9  | 32,4 | 53,9 | 48,7 | 86,4 | 4,4 | 1,1 | 1,8 | 0,4 | 13,6 |
| 2019-2020  | Virtus Bologna | 13 | 13 | 27,0 | 55,1 | 32,4 | 76,9 | 4,4 | 1,9 | 1,1 | 0,2 | 10,8 |
| 2020-2021  | Virtus Bologna | 21 | 21 | 24,4 | 56,5 | 40,6 | 83,3 | 3,0 | 2,0 | 1,1 | 0,5 | 10,4 |
| 2021-2022† | Virtus Bologna | 22 | 21 | 26,1 | 50,9 | 38,5 | 62,9 | 3,7 | 2,2 | 1,4 | 0,4 | 12,5 |
| Carriera   | Carriera       | 80 | 78 | 27,1 | 51,6 | 37,9 | 74,5 | 3,8 | 1,9 | 1,2 | 0,4 | 11,6 |

## Palmarès

### Club

#### Competizioni nazionali
- Campionato italiano: 1

Virtus Bologna: 2020-21
- Supercoppa italiana: 2

Virtus Bologna: 2021, 2022
- Match des Champions: 2

Nanterre: 2014
Strasburgo: 2015

#### Competizioni internazionali
- EuroChallenge: 1

Nanterre: 2014-15
- Eurocup: 1

Virtus Bologna: 2021-22

#### NCAA
- Torneo CIT: 1

Missouri State University: 2010

### Individuale
- MVP Match des champions:1

Nanterre: 2014